# Club Atlético Racing Córdoba
Maillots
Le Club Atlético Racing Córdoba est un club argentin de football basé à Córdoba.